# Rio Sex Comedy
Rio Sex Comedy é um longa-metragem ficcional escrito e dirigido por Jonathan Nossiter, co-produzido pela Tambellini e pela Primo Filmes, com estreia em Toronto International Film 2010 em 16 de setembro. Nas palavras do diretor, trata-se de uma carta de amor única à cidade do Rio, uma celebração à mais encantadora, estonteante e complexa das cidades e um retrato cômico do fascínio que ela exerce sobre os estrangeiros. Pela primeira vez, um filme sobre a juventude e a beleza, e a idade e a beleza, permite que plateias da França, Inglaterra e Estados Unidos – na verdade, estrangeiros de toda parte – percebam de forma singular a cultura brasileira junto com os brasileiros. Essa produção franco-brasileira protagonizada por Charlotte Rampling, Bill Pullman, Irène Jacob e duas das mais promissoras atrizes da nova geração de artistas brasileiros, Mary Sheila e Daniela Dams, assim como a inesquecível participação de Ivo Pitanguy, que interpreta ele mesmo, é ao mesmo tempo completamente local e cosmopolita. Nas palavras de Nouvel Observateur da França, o filme “consegue a façanha de nos fazer rir e pensar ao mesmo tempo” em um filme que Paul Auster descreve como “Os Irmãos Marx do século 21”.

## Sinopse
O Rio de Janeiro é o destino escolhido para as desventuras de vários estrangeiros, buscando o prazer pessoal e a justiça social. O grupo excêntrico de estrangeiros incluem: Um Cirurgião plástico, um novo embaixador para o Brasil dos EUA nada convencional, bem como um casal de cineastas franceses.

## Elenco
- Charlotte Rampling como Charlotte
- Bill Pullman como William
- Irène Jacob como Irène
- Fisher Stevens
- Daniela Dams
- Jérôme Kircher como Robert
- Roulot Jean-Marc como Antoine